# Lolotiquillo
Lolotiquillo è un comune del dipartimento di Morazán, in El Salvador.